# 舒普峰
舒普峰（英語：Shupe Peak），是南極洲的山峰，位於維多利亞地的斯科特海岸，屬於蘭帕特嶺的一部分，海拔高度2,910米，以美國地質調查局的製圖師命名，現時由南極條約體系管理。